# Aigeusz
Aigeusz, görög mitológiai alak, athéni király, Pandión és Pellé fia, Kekrópsz unokája, Thészeusz apja (másik mítoszváltozat szerint a mostohaapja). Aigeusz Megarában született, és amikor felnőtt, bátyjaival (Pallasz, Niszosz, Lükosz) elűzte Athénből a Métiónidákat, és felosztották egymás között Attikát, az övé Athén lett. Uralkodása nem volt zavartalan, fivérei és azok utódai is meg akarták szerezni a trónját.
Egy alkalommal, amikor Androgeósz, Minósz és Pasziphaé fia valamennyi versenyszámot megnyerte a panathénaia játékokon, Aigeusz megölette a krétai királyfit. Apollodórosz két másik változatot közöl, miszerint Aigeusz Marathónba küldte Androgeószt, mivel ott éppen egy bika garázdálkodott és a bika ölte meg, vagy Thébaiban a Laiosz tiszteletére rendezett versenyekre menet ölték meg lesből az irigy vetélytársak. Minósz ezért háborút indított Athén ellen, s Athénnak áldozatul kilenc évenként hét szüzet és hét ifjút kellett küldenie Krétára a Minótaurosznak, Minósz másik fiának.
Aigeusz első két házasságából nem született utód, ami miatt Delphoiba zarándokolt jóslatért. A jóslatot nem értette, ezért elment Pittheusz királyhoz Troizénba, aki megértve a jóslatot (Aigeusz hazatérve fiút fog nemzeni), azt akarta, hogy ez a fiú a lányától, Aithrától szülessen. Az együttlét után Aigeusz otthagyta a lánynál kardját és saruját azzal, hogy ha fiú születik és felnő, ezzel igazolja magát nála (ebből az együttlétből született Thészeusz). Aigeusz hazatért, és új felesége Médeia lett. Tőle is született egy gyermek, Médosz, és a szülők őt szánták az athéni trón örökösének. A felnőtt Thészeusz azonban hőstettekkel teli vándorútja során meglátogatta – a létezéséről egyébként nem tudó – apját, de a varázslónő Médeia tudta kiről van szó, és mérget akart itatni a hőssel. Apja azonban felismerte a kardjáról és a sarujáról, és kiütötte a poharat a fiú kezéből, Médeiát pedig fiával együtt elűzte az országból.
Thészeusz  ezután leszámolt apja ellenségeivel, a Pallantidákkal, majd – a soros áldozatra kijelölt ifjak és szüzek között – Krétára indult, hogy megállítsa az Athénra kirótt szörnyű adót. Elutazása előtt megbeszélte apjával, hogy sikeres küldetés esetén fehér, sikertelen esetén fekete vitorlákkal tér haza. Thészeusz megölte Krétán a Minótauroszt, de hazatértekor megfeledkezett a vitorla „kód”-ról, és a fekete vitorlák láttán Aigeusz fájdalmában a tengerbe vetette magát egy szirtfokról. Az Égei-tenger az ő nevét őrzi.